# Cyprichromini
Cyprichromini – plemię ryb z rodziny pielęgnicowatych (Cichlidae) obejmujące kilka afrykańskich, endemicznych gatunków z jeziora Tanganika.
Wszystkie są małymi, smukłymi pyszczakami zasiedlającymi płytkie wody pelagialne. Żywią się skorupiakami. Liczba jaj u Cyprichromini jest dość duża w porównaniu z innymi pyszczakami. Opiekę nad ikrą podejmuje samica.
Monofiletyzm tej grupy został potwierdzony analizami morfologicznymi i badaniami molekularnymi.
Cyprichromini są klasyfikowane w rodzajach:
- Cyprichromis
- Paracyprichromis

Typem nomenklatorycznym jest Cyprichromis.